# Kiko Sánchez
Kiko Sánchez (19 settembre 1965) è un ex velista spagnolo.

## Palmarès

### Olimpiadi
- 1 medaglia:
  - 1 oro (Barcellona 1992 nella classe 470)